# Jaera xanthodesma
Jaera xanthodesma är en fjärilsart som beskrevs av Hans Ferdinand Emil Julius Stichel 1928. Jaera xanthodesma ingår i släktet Jaera och familjen juvelvingar. Inga underarter finns listade i Catalogue of Life.